# RFU 챔피언십
RFU 챔피언십(RFU Championship)(2009년까지 내셔널 디비전 원)은 1987년 시작하여 2009년 프로화한 잉글랜드의 2부 프로 럭비 리그이다. 2009-10 시즌부터 12팀으로 이루어져 있으며 1부 리그인 잉글리시 프리미어십와 3부 리그인 내셔널 리그 원과 승강제를 실시하고 있다.

## 팀 (2011-12)
| 팀              | 경기장                 | 수용인원 | 연고지               |
| --------------- | ---------------------- | -------- | -------------------- |
| 베드포드 블루스 | 골딩턴 로드            | 7,000    | 베드포드, 베드포드셔 |
| 브리스틀        | 메모리얼 스타디움      | 12,100   | 브리스틀             |
| 코니시 파이러츠 | 메나예 필드            | 7,000    | 팬잰스               |
| 돈캐스터 나이츠 | 캐슬 파크              | 3,075    | 돈캐스터             |
| 에셔            | 모슬리 로드            | ??       | 허샘, 서레이         |
| 리즈 카네기     | 헤딩리 카네기 스타디움 | 20,250   | 헤딩리, 리즈         |
| 런던 스코티시   | 어슬레틱 그라운드      | 4,500    | 런던                 |
| 런던 웰시       | 올드 디어 파크         | 5,850    | 런던                 |
| 모슬리          | 빌슬리 커먼            | 3,000+   | 버밍햄               |
| 노팅엄          | 메도 레인              | 19,588   | 노팅엄               |
| 플리머스 알비온 | 더 브릭필드스          | 6,500    | 플리머스             |
| 로더럼 타이탄스 | 클리프턴 레인          | 2,500    | 로더럼               |

## 같이 보기
- 잉글리시 프리미어십